# Icarus Verilog
Icarus Verilog是Verilog硬件描述语言的实现工具之一。它支持Verilog对应的的IEEE 1995、IEEE 2001和IEEE 2005三个不同的版本，并对SystemVerilog的部分内容提供支持。
Icarus Verilog可以配置在Linux、FreeBSD、OpenSolaris、AIX、Microsoft Windows以及OS X环境中。该软件以GNU通用公共许可协议发布，是一个自由软件。
截止到0.9版，该工具提供了Verilog编译器（包含一个Verilog预处理器），并支持可插入后端（plug-in backend），并通过一个虚拟机来对设计进行仿真。

## 历史
该软件的作者本人并不记得最初是在何时开始了这个项目，不过協作版本系統的记录显示，这一软件的历史可以追溯到1998年，迄今为止发布了0.2版到0.9版。
Icarus Verilog的开发工作主要由史蒂芬·威廉姆斯（Stephen Williams）个人独立完成。其中一些部分以补丁的形式提供。